# Église Sainte-Eugénie de Biarritz
Pour les articles homonymes, voir Sainte Eugénie et Église Sainte-Eugénie.
L'église Sainte-Eugénie est située à Biarritz, dans les Pyrénées-Atlantiques. Elle dépend de la paroisse Notre-Dame-du-Rocher qu'elle forme conjointement avec les communautés paroissiales de l'église Saint-Joseph, de l'église Saint-Charles, de l'église Saint-Martin, de la chapelle du Saint-Esprit du Braou et enfin de l'église Sainte-Thérèse de Biarritz. L'église est desservie depuis 2012 par la communauté Saint-Martin, à la demande de Mgr Aillet, évêque de Bayonne.
Une chapelle dédiée à sainte Eugénie, patronne de l'Impératrice des Français, fut inaugurée en 1856. Un clocher fut construit la même année, à l'aide d'un don de 30,000 F de l'empereur Napoléon III. Le jour de l'inauguration, une première messe fut célébrée en présence de la famille impériale.[réf. nécessaire]

## Description
L'église Sainte-Eugénie est placée sous le vocable de sainte Eugénie, patronne de la femme de Napoléon III, l'impératrice Eugénie de Montijo. C'est une église néogothique en pierres grises qui domine le Port Vieux.
Sa construction a duré de 1898 à 1903. Auparavant s'élevait à cet endroit la chapelle Notre-Dame-de-Pitié. La construction du clocher a commencé en 1927 et les cloches y furent installées en 1931. L'édifice possède des vitraux exceptionnels de Luc-Olivier Merson.
La maquette de bateau en ex-voto est un trois-mâts de guerre armé de canons, à la coque bleue, noire et blanche : La Mathilde,.

## La crypte
La crypte abrite la tombe du curé Gaston Larre, premier curé de la paroisse en 1884 et qui avait décidé la modification de la petite chapelle originelle. Aujourd'hui elle accueille des expositions d'art de la ville.

## Illustrations

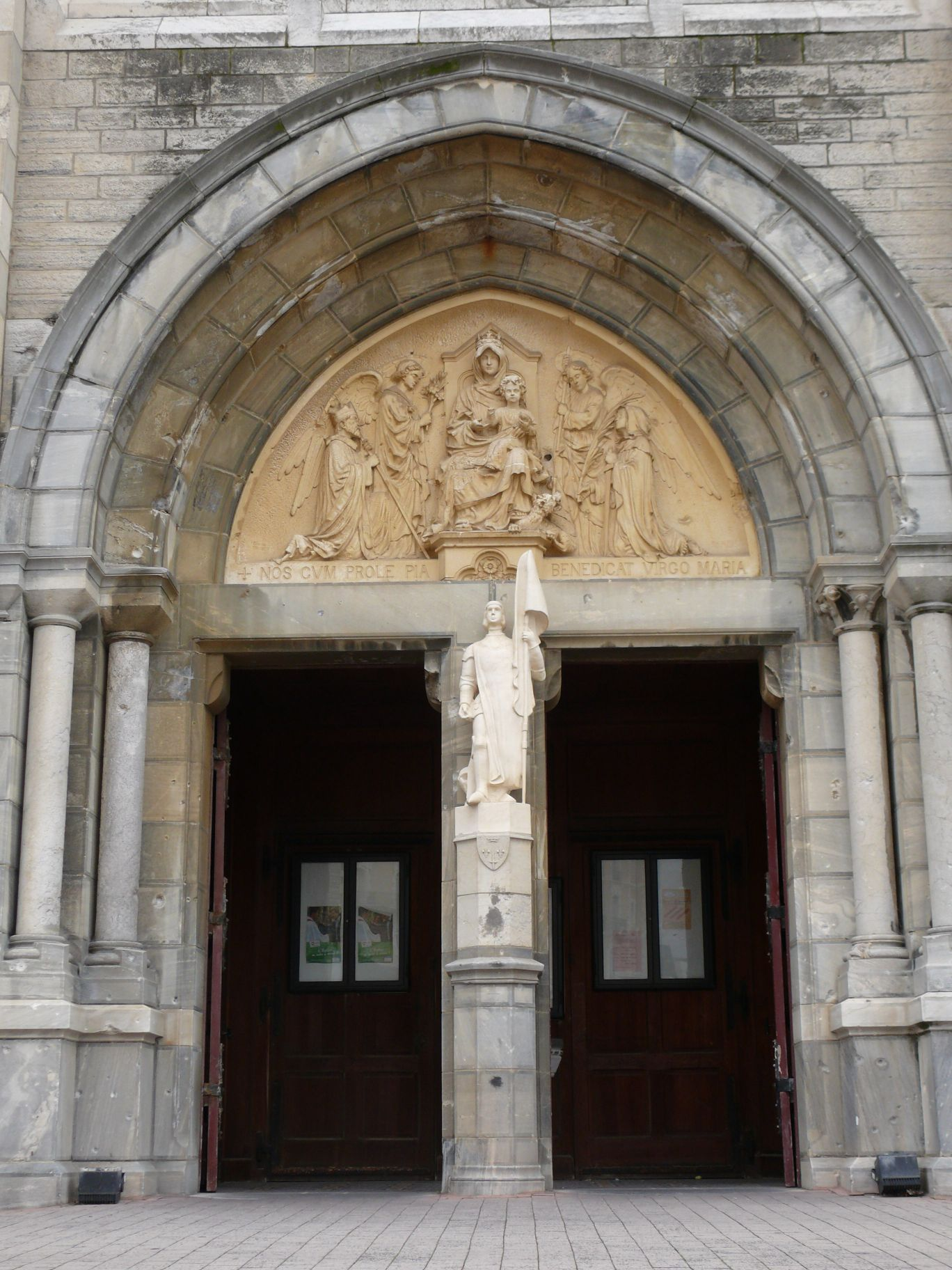
Le portail
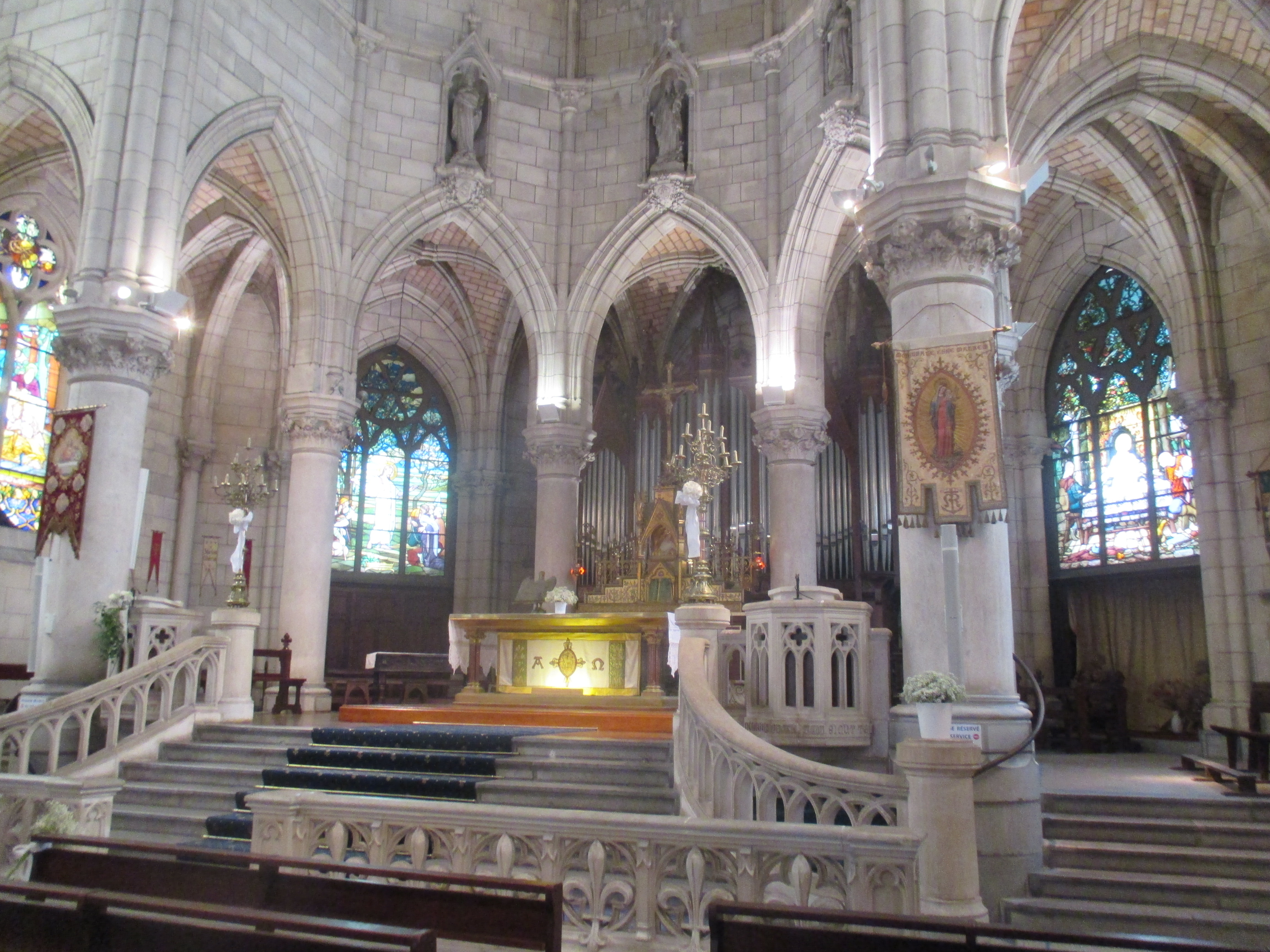
Le chœur
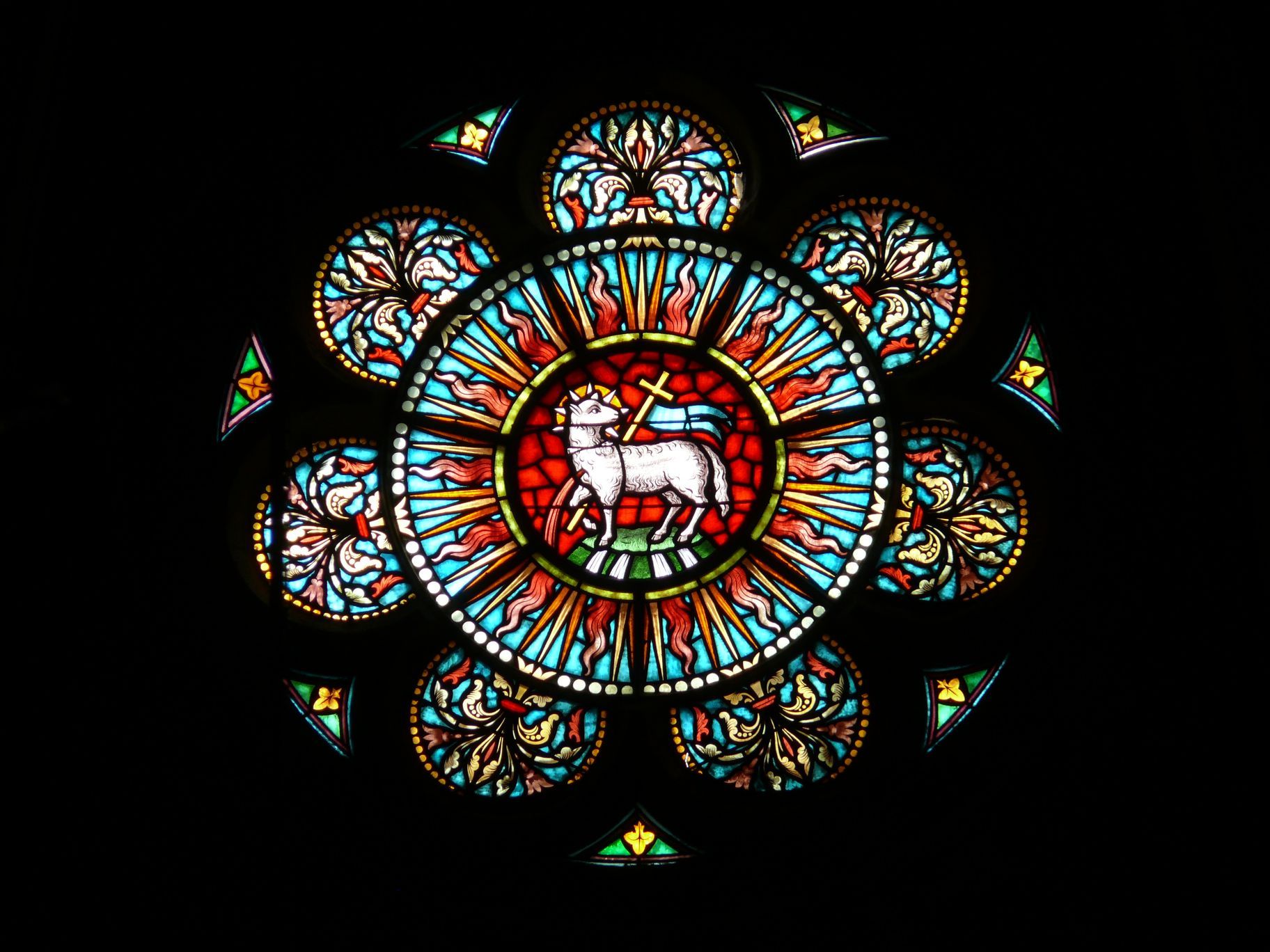
Vitrail du chœur
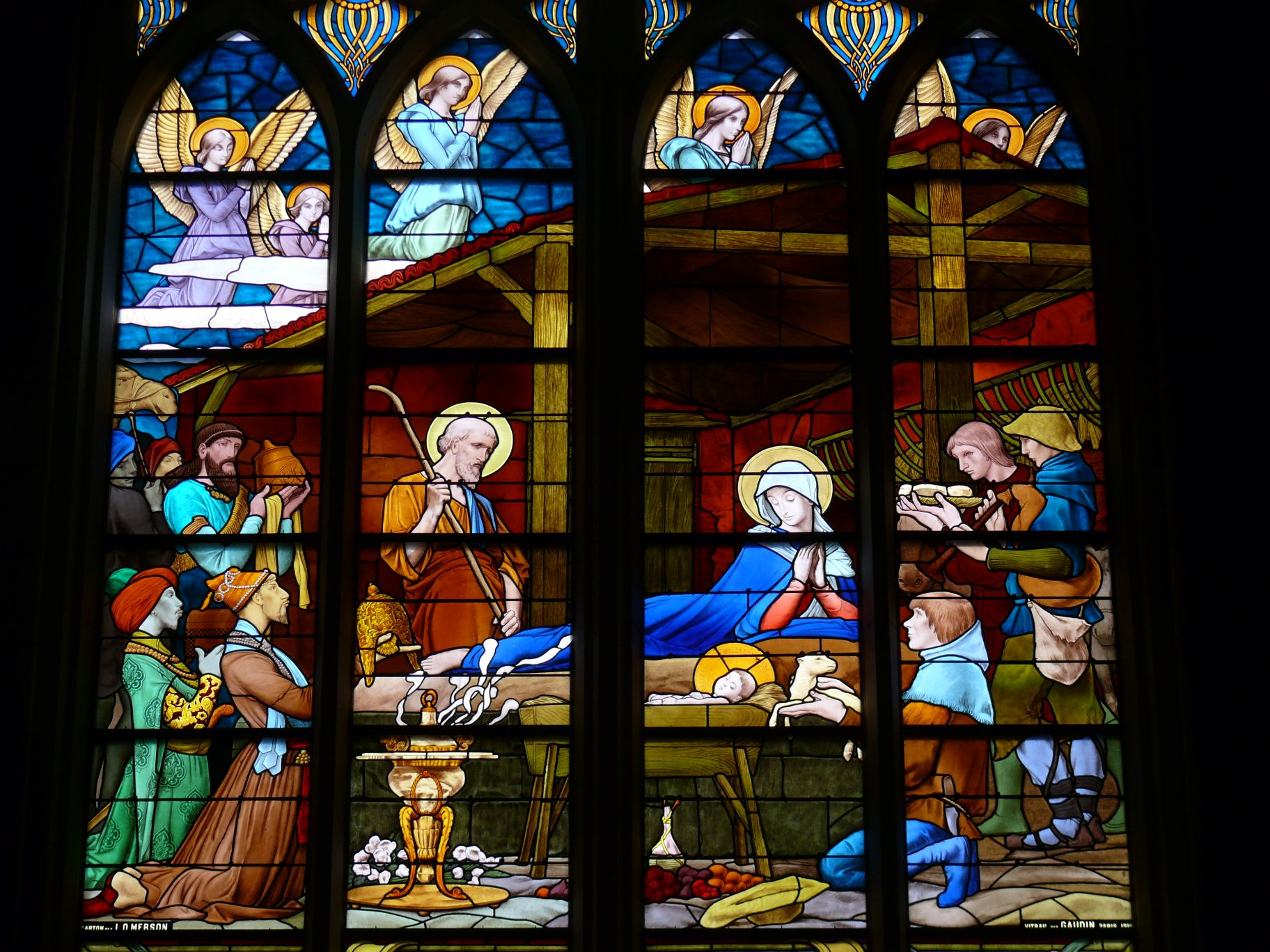
Vitrail de la Nativité
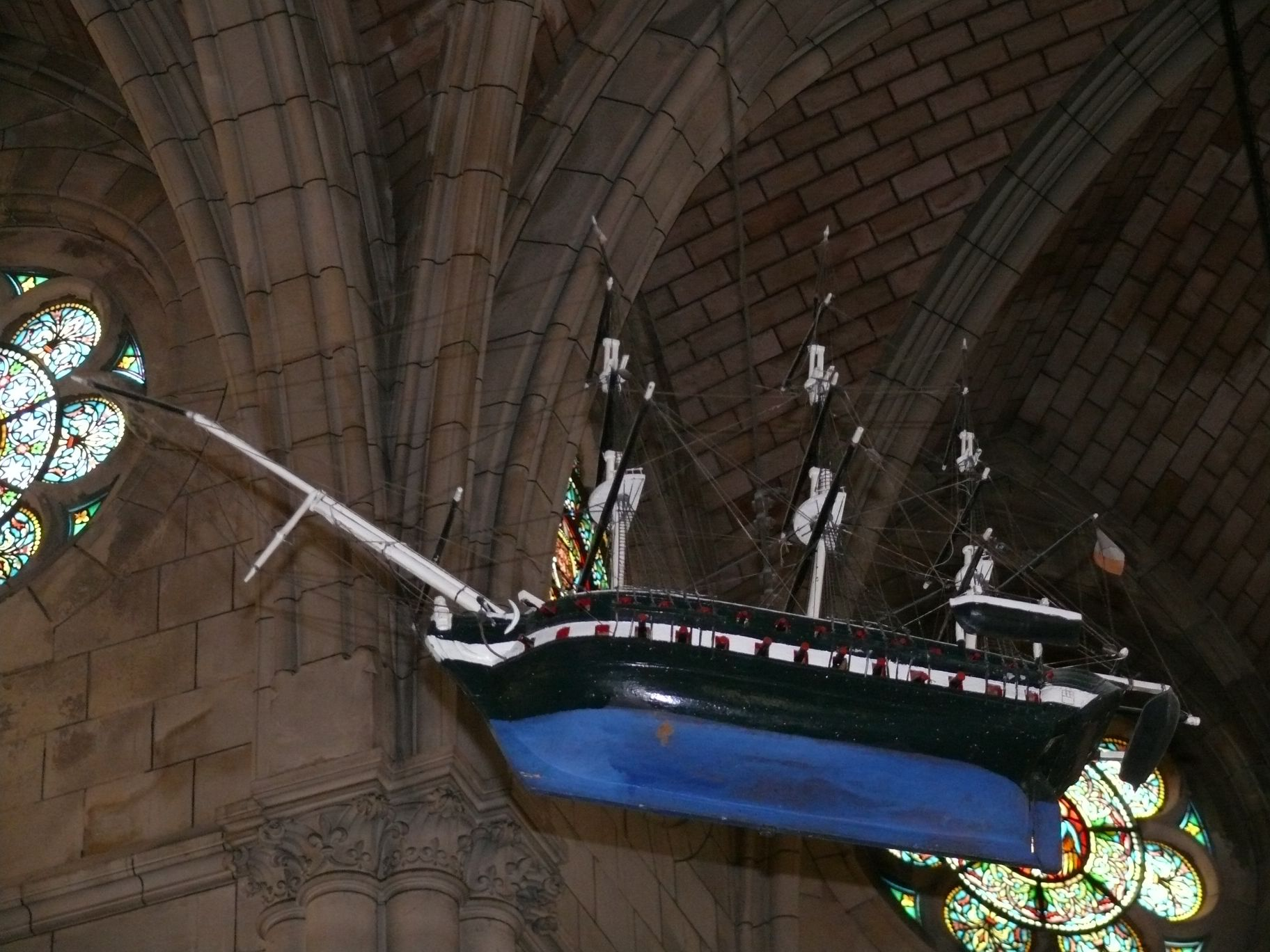
Bateau en ex-voto: La Mathilde
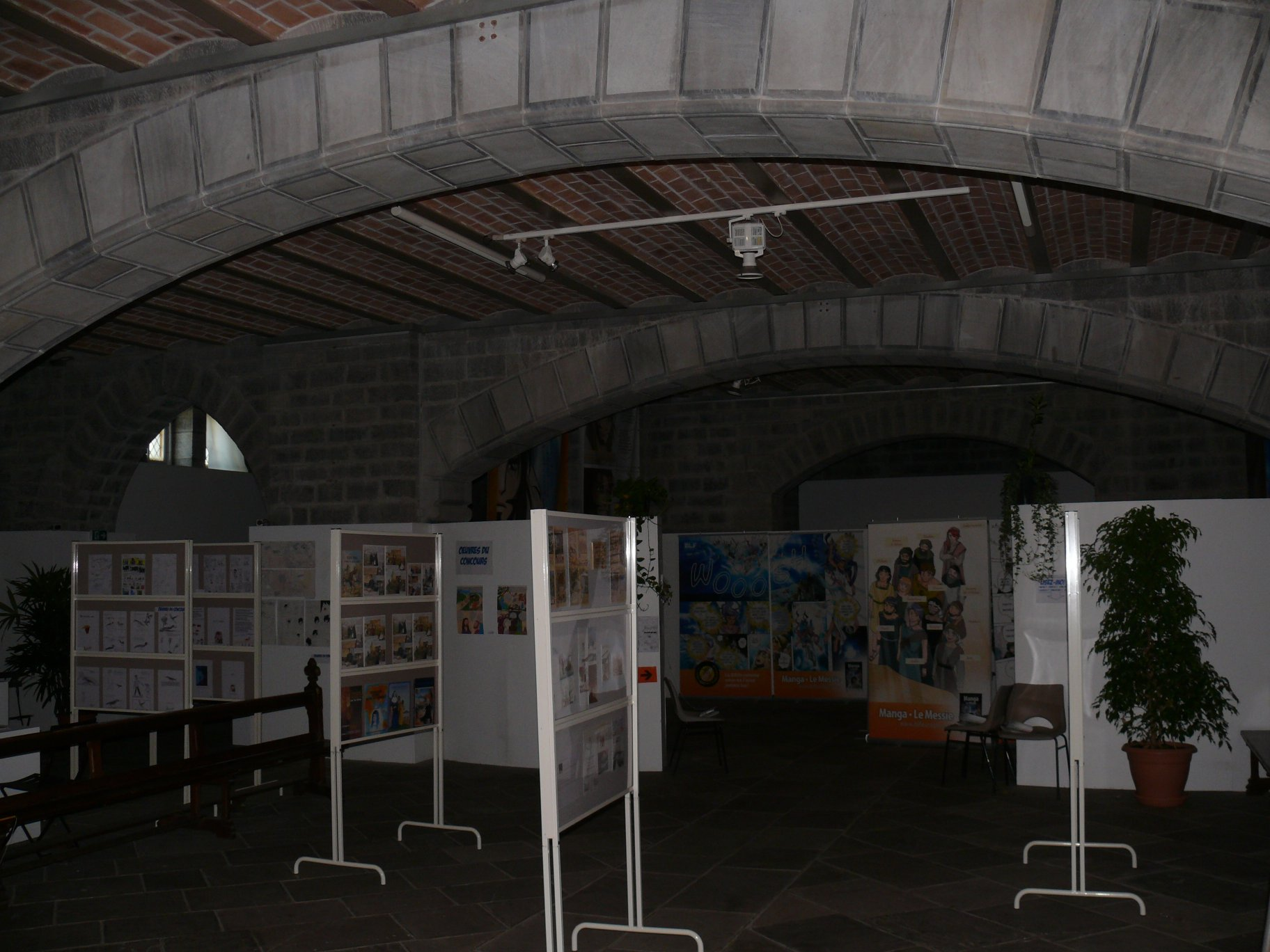
La crypte